# Siernowodskoje (Czeczenia)
Siernowodskoje (ros. Серноводское) – wieś w Rosji, w Czeczenii, ośrodek administracyjny rejonu siernowodzkiego. W 2010 liczyła 10 805 mieszkańców.